# Rhamphomyia micropyga
Rhamphomyia micropyga är en tvåvingeart som beskrevs av Collin 1926. Rhamphomyia micropyga ingår i släktet Rhamphomyia och familjen dansflugor. Inga underarter finns listade i Catalogue of Life.